# Thelypteris clypeata
Thelypteris clypeata là một loài thực vật có mạch trong họ Thelypteridaceae. Loài này được (Maxon & C.V. Morton) K.U. Kramer miêu tả khoa học đầu tiên năm 1969.